# Federación Castellana de Hockey
Federación Castellana de Hockey fue una federación deportiva española.
En 1935, el diario ABC reportaba sobre la disputa de un partido de hockey femenino entre una selección castellana y el de la Agrupación Femenina Deportiva, terminando el encuentro en un empate.
En 1967, la entidad estaba presidida por Rafael de Carlos, que fue homenajeado junto otras personalidades del hockey a la labor desarrollada en pro del hockey castellano durante muchos años.
Los jugadores de la Federación Castellana seleccionados para el combinado español sub-21 del Torneo Reyes del Polo fueron: Carlos Aguilar Aguilar, Francisco Aymerich Riestra, Francisco Gallardo Mediavilla, José Carlos Coghen y Jaime de Zomalacárregui.